# آي سي سي وورلد توينتي 20
كأس العالم T20 للرجال في ICC، هي بطولة Twenty20 الدولية للكريكت، التي ينظمها مجلس الكريكيت الدولي (ICC) منذ عام 2007. اعتبارًا من عام 2024، ستشمل 20 فريقًا.
إنجلترا هي حاملة كأس العالم T20، بعد أن تغلبت على باكستان في نهائي 2022، وفازت بلقبها الثاني. لقد أصبحوا أول فريق رجال يقيم بطولتي كأس العالم المحدودتين (T20 و ODI) في وقت واحد.